# Henri Duval
Pour les articles homonymes, voir Duval.
Ne doit pas être confondu avec Jacques-Henri Duval.
Henri Clément Lanneval dit Henri Duval, né le 12 mai 1874 à Bordeaux et mort le 20 octobre 1953 dans le 14e arrondissement de Paris, est un acteur français du cinéma muet.

## Filmographie
- 1908 : L'Innocent de Louis Feuillade
- 1909 : Matelot de Louis Feuillade
- 1909 : La Bouée de Louis Feuillade
- 1909 : La Contrebandière de Louis Feuillade
- 1909 : Les Deux Mères de Louis Feuillade
- 1909 : Le Domino rouge de Louis Feuillade
- 1909 : Les Heures : l'aube, l'aurore
- 1909 : Les Heures : le matin, le jour
- 1909 : Les Heures : le midi, la vesprée, le crépuscule
- 1909 : Les Heures : le soir, la nuit
- 1909 : Idylle corinthienne
- 1909 : Madame Bernard
- 1909 : La Mère du moine
- 1909 : Vainqueur de la course pédestre
- 1910 : Le Matelot criminel
- 1910 : Le Pain quotidien
- 1910 : Le Noël du vagabond
- 1911 : L'Aventurière, dame de compagnie de Louis Feuillade
- 1911 : Le Chef-lieu de canton
- 1911 : Les Vipères de Louis Feuillade
- 1913 : La Mort de Lucrèce de Louis Feuillade : Collatin
- 1921 : La Maison des pendus de Henry Houry
- 1922 : L'Agonie des aigles de Dominique Bernard-Deschamps et Julien Duvivier : Le préfet de police
- 1922 : L'Île sans nom de René Plaissetty : le Goutelier
- 1925 : Visages d'enfants  de Jacques Feyder : le chanoine Tailler
- 1926 : La Bonne hôtesse : le comte Bermond
- 1929 : Bicchi : le juge
- 1935 : Touche-à-tout de Jean Dréville.